# 高山のえみ
高山のえみ（たかやま のえみ、1977年4月20日 - ）は、日本の女優。本名、非公表。東京都出身。身長172cm。血液型はA型。

## 人物・来歴
性別適合手術を受けたニューハーフ、トランスジェンダー。成城学園中学校高等学校の演劇部OGが立ち上げた劇団に所属するも退団。ショーパブ「六本木金魚」のダンサーを経て活動。

## 出演

### 映画
- ブルーアワーにぶっ飛ばす（2019年）- 純子ママ 役

### テレビドラマ
- ママはニューハーフ（2009年、TX）- セリナ 役
- 初森ベマーズ（2015年、TX）- のんのん 役
- プリンセスメゾン（2016年、NHK BSプレミアム）- ヨーコ（洋助）役
- やっぱりおしい刑事（2021年、NHK BSプレミアム）

### 舞台
- ペンギンプルペイルパイルズ『246番地の雰囲気』(2004年、三鷹市芸術文化センター 星のホール)
- 冨士山アネット『PiNQ』(2005年、Asahiアートスクエア)
- 東京タンバリン『デッサン』(2005年、笹塚ファクトリー)
- 東京タンバリン『Damage』(2006年、吉祥寺シアター)
- ONEOR8『パレード』(2006年、三鷹市芸術文化センター 星のホール)
- WAKI組『忠臣蔵～水戸黄門外伝・元禄仇討ち裏事情～』(2006年、博品館劇場)
- WAKI組『MEN&MAN 男たちのバラード』(2006年、シアターサンモール)
- 劇団、本谷有希子『ファイナルファンタジックスーパーノーフラット』(2007年、吉祥寺シアター)
- WAKI組『THE FAMILY・絆』(2007年、博品館劇場)
- 音楽劇『三文オペラ』(2009年、シアターコクーン、 大阪厚生年金会館芸術ホール )
- パルコ劇場「新」スタンダードシリーズ『中国の不思議な役人』(2009年、PARCO劇場)
- ONEOR8『ゴールデンアワー』(2010年、三鷹市芸術文化センター 星のホール)
- 野田地図『ザ・キャラクター』(2010年、東京芸術劇場 プレイハウス)
- パンクオペラ『時計じかけのオレンジ』(2011年、TBS赤坂ACTシアター、イズミティ21 大ホール、梅田芸術劇場 メインホール、北九州芸術劇場 大ホール、刈谷市総合文化センター 大ホール )
- 財団、江本純子『日本全国奇形鍋』(2011年、SPACE雑遊)
- 『AKA-TONBO!』(2011年、新宿シアターブラッツ)
- ネルケプランニング『女の平和』(2011年、俳優座劇場)
- ベッド&メイキングス『未遂の犯罪王』(2012年、すみだパークスタジオ倉)
- タカハ劇団『世界を終えるための、会議』(2013年、下北沢駅前劇場)
- TPAM『1/2PAナイッ!?』(2013年、KAAT神奈川芸術劇場 ホール)
- ネルケプランニング『ドブ、ギワギワの女たち』(2013年、AiiA Theater Tokyo)
- 木ノ下歌舞伎『東海道四谷怪談-通し上演-』(2013年、あうるすぽっと)
- FUKAIPRODUCE羽衣『よるべナイター』(2014年、青山円形劇場)
- 歌謡ファンク喜劇『いやおうなしに』(2015年、KAAT神奈川芸術劇場 ホール、埼玉会館、森ノ宮ピロティホール、愛知県芸術劇場 大ホール、仙台電力ホール、PARCO劇場 )
- FUKAIPRODUCE羽衣『イトイーランド』（2016年、吉祥寺シアター）
- 木ノ下歌舞伎『勧進帳』（2016年、まつもと市民芸術館 小ホール、穂の国とよはし芸術劇場PLAT アートスペース、京都芸術劇場 春秋座、北九州芸術劇場 小劇場 ） -源九郎判官義経 役
- 『俺節』(2017年、TBS赤坂ACTシアター、 オリックス劇場 )
- KUNIO13『夏の夜の夢』(2017年、あうるすぽっと) -ヒポリタ／ティターニア 役
- 『日輪の翼』(2017年、河原町十条:タイムズ鴨川西ランプ特設会場)
- 青蛾館『宝島』(2018年、東京芸術劇場 シアターウエスト)
- 木ノ下歌舞伎『勧進帳』再演（2018年、KAAT神奈川芸術劇場） -源九郎判官義経 役
- 木ノ下歌舞伎『勧進帳』パリ再演（2018年、ポンピドゥー・センター） -源九郎判官義経 役
- 『忘れてもらえないの歌』（2019年、TBS赤坂ACTシアター、オリックス劇場 ）
- やなぎみわ展 神話機械 ライブパフォーマンス『MM』（2019年、高松市美術館、アーツ前橋、福島県立美術館、神奈川県民ホール、静岡県立美術館）
- 木ノ下歌舞伎『三人吉三』（2020年、東京芸術劇場 プレイハウス）【コロナ禍のため全公演中止】
- 毛皮族『あのコのDANCE』（2020年、ザ・スズナリ）
- 『オレステスとピュラデス』（2020年、KAAT神奈川芸術劇場 ホール）
- ミュージカル『衛生』〜リズム&バキューム〜（2021年、TBS赤坂ACTシアター、オリックス劇場、久留米シティプラザ ）
- 閃光ばなし（2022年9月26日 - 10月2日〔予定〕、ロームシアター京都 / 10月8日 - 30日〔予定〕、東京建物 Brillia HALL）[2][3][4]
- 木ノ下歌舞伎『桜姫東文章』（2023年、あうるすぽっと）【諸事情により降板】
- 東京芸術劇場 Presents 木ノ下歌舞伎『勧進帳』再再演（2023年、東京芸術劇場 シアターイースト、那覇文化芸術劇場なはーと 大劇場、サントミューゼ 大ホール、岡山芸術創造劇場ハレノワ 小劇場、山口情報芸術センター スタジオA、水戸芸術館 ACM劇場、京都芸術劇場 春秋座） -源九郎判官義経 役
- 深作組『ノラ-あるいは、人形の家-』（2024年、銕仙会能楽研修所、水戸芸術館 ACM劇場）-クリスティーネ・リンデ 役
- 東京芸術劇場 Presents 木ノ下歌舞伎『三人吉三廓初買』（2024年、東京芸術劇場 プレイハウス、まつもと市民芸術館 主ホール、三重県文化会館 中ホール、兵庫県立芸術文化センター 阪急中ホール）[5][6] -丁子屋花魁 吉野 役